# Första svensk-norska unionen
Den första svensk-norska unionen (norska: Den første svensk-norske union(en)) (latin: Prima unio Suecica-norvegica) var en personalunion av de separata konungadömena Sverige (som omfattade stora delar av dagens Finland) och Norge tillsammans med Norges nordatlantiska kolonier (inklusive Island, Grönland, Färöarna och Orkney och Shetlandsöarna i dagens Storbritannien). Personalunionen grundades av Magnus Eriksson år 1319 och upplöstes senare 1355 och återförenades kort 1362 och upplöstes 1365.

## Grundande
År 1319 valdes den treårige Magnus Eriksson till kung av Sverige, samtidigt som han ärvde Norges tron och upprättade en personalunion mellan de två kungadömena. Den treårige kungen var för ung för att regera, så en stadga undertecknades år 1319 kallad Oslofördraget 1319 eller Unionsfördraget i Oslo 1319. Det var en stadga som reglerade unionen mellan Sverige och Norge under kung Magnus Erikssons förmyndarskap. Den förlorade sin giltighet när Magnus blev myndig och själv tog över styret.
Unionen var det största landet i Europa vid den tiden.

### Under förmyndarskap
Till en början hade hans mor hertiginnan Ingeborg Håkansson ett övervägande inflytande på regeringen. Vid undertecknandet av unionsfördraget var Ingeborg närvarande och i fördraget nämns hon på ett sätt som skulle kunna tolkas som att det ger henne vissa befogenheter. Efter Magnus tillträde som kung ingick hon i svenska riksrådet. Hon hade fått Axvalls slott och ett län som underhåll och höll hov på Varbergs slott, där hennes son växte upp. Hon hade alltså en geografisk maktposition och på Varbergs slott omgav hon sig med Erik Magnussons tidigare medhjälpare, till exempel den danske befälhavaren Knut Porse och familjen van Kyren från Holstein. Misstankar och motsättningar uppstod snabbt mellan Ingeborg och de andra i riksdagen. Drotsen Mats Kettilmundsson tvingades avgå och ersattes av Östergötlands lagman Knut Jonsson. Vid ett rådsmöte i Skara sommaren 1322 lovade riksdagens adelsmän varandra att lämna gamla tvister från inbördeskriget bakom sig och att ingen skulle gå samman med Ingeborg utan hela rådets samtycke.
För att undvika dansk inblandning i svensk politik försökte riksrådet ha goda relationer med den danske kungen Erik Menved. Ingeborg och kretsen runt henne hade istället kontakt med Erik Menveds fiender i Danmark och slöt allianser med Erik Menveds fiender i Tyskland. Sommaren 1321 slöts ett fördrag mellan tronföljaren Magnus och Henrik II av Mecklenburg. Fördraget innebar giftermålet mellan Magnus yngre syster Eufemia med hertig Albert av Mecklenburg samt löftet om ömsesidig hjälp vid ett angrepp från Danmark. I hemlighet kom man också överens om en militär attack mot Skåne. En sådan utarbetades 1322 av Knut Porse, men planerna rann ut i sanden.
Under åren 1323–1326 lyckades rådet lösa in Ingeborgs slott Axevall, Varberg och Hunehals och tog ifrån henne platsen i rådet, som leddes av drotten Knut Jonsson. Detta exempel följdes 1323 av norrmännen, som utnämnde Erling Vidkunsson till landshövding. Unionen mellan de två kungadömena reducerades därefter enligt unionsfördraget till en försvarsallians. Fred slöts med republiken Novgorod i Nöteborg 1323, efter en lång tids spända förhållanden.

### Efter förmynderskapet
Magnus blev myndig 1331 eller 1332 och 1335 utsåg han sin marskalk och sin drots. Håkan Mattsson, nämns som marsk den 28 februari, och 18 maj 1335 utsågs Nils Abjörnsson till drots. Samtidigt nämns kung Magnus riksråd och närmaste män. Magnus Eriksson kröntes i Stockholm 1336.

## Skåne
År 1332 såldes Skåne, Blekinge, Lister och Ven till kung Magnus av greve Johan av Holstein, efter att skåningarna uttryckt missnöje mot grevens styre och uttalat att de hellre skulle styras av svenskarna. Greven inledde förhandlingar med svenskarna och man kom överens om att den svenske kungen skulle lösa ut panten mot 34 000 mark silver. Då Magnus köpte Skåne skulle det inte integreras i den svenska halvan utan bli ett separat unionsland. Magnus Eriksson kröntes till kung av Skåne 1332.
Efter de interna stridigheterna i Danmark ville Valdemar Atterdag återställa Danmarks tidigare inflytande och ville som ett led i detta återta makten över Skåne. För Magnus hotade förvärvet av Skåne att bli en större tugga än han kunde svälja. Summan 34000 mark var en för den tiden oerhörd summa och för att få ihop den tvingades kungen låna pengar av kyrkan och ta lån av stormän i utbyte mot pant. 1326 hade kungen pantsatt Kalmar slott och Kalmar län, hela Östergötland, Gästrikland, Fjärdhundraland, Dalarna, Närke och Värmland. Eftersom hovet inte längre kunde få inkomster från slottslänen grundlades en allvarlig finanskris som skulle pågå i flera år framöver. Kungen tog också ut extra skatter, bland annat vägtullar vid de skånska fiskelägena och hårdare krav på gruvnäringen i Bergslagen. I början av 1350-talet utfärdades Magnus Erikssons stadslag som bland annat ville begränsa handeln till städerna för att kunna ta ut avgifter.
När den danske kungen vägrade erkänna kung Magnus ägande av Skåne, vände sig Magnus till påven med en begäran om bekräftelse av köpet men fick endast undvikande svar från honom. Magnus blev inblandad, främst på grund av moderns panträtt på vissa slott i Danmark, i krig med kung Valdemar. Fred emellan dem slöts först i hösten 1343 i Varberg, varvid Valdemar formellt avsade sig alla anspråk på Skåne, Blekinge och Halland.

## Interna problem

### Norska interna problem
1331 förklarades Magnus ha blivit myndig vid 15 års ålder. Detta väckte motstånd i Norge, där det föreskrevs att en kung skulle bli myndig vid 20 års ålder, och en resning av Erling Vidkunsson och andra norska adelsmän följde. De norska adelsmännen var också missnöjda med att kungen, som hade tagit rikssigillet ut ur landet, inte utsåg en kansler för Norge medan han mest var utomlands. Några adelsmän gjorde uppror och erövrade Tunsberghus. År 1333 slöt de fred när kungen lät en rådman ta hand om kungasigillet och utsåg Ivar Ogmundsson till riksföreståndare.
Den 21 juli 1336 kröntes Magnus till kung av både Norge och Sverige i Stockholm. Detta orsakade ytterligare förbittring i Norge, där adelsmännen och stormännen önskade en separat norsk kröning. En andra resning av medlemmar av adeln i Norge följde 1338.
1339 träffades visserligen en överenskommelse med de missnöjda norrmännen, men missnöjet fortsatte och 1343 valdes Magnus yngre son Håkon VI Magnusson till kung av Norge. Haakon skulle regera under sin fars förmynderskap, men själva styret övertogs av riksrådet. Året därpå, 1344, valdes Magnus äldste son, Erik Magnusson, till tronföljare i Sverige. På det sättet säkrade han kungadömet för båda sina söner.
Finanskrisen i riket, orsakad av lånen och utfästelserna, gav upphov till en allt större klyfta mellan kungen och aristokratin. Kungen kritiserade styrelsen för att ha skött finanserna så dåligt att det inte fanns några pengar kvar när han besteg tronen. Rikets ekonomi försämrades också av ökningen av de skattebefriade områdena som tidigare betalat skatt till kungen. En annan anledning till missnöje var att Magnus utsåg sin äldste son Erik till tronföljare i Sverige och yngste sonen Håkan till tronföljare i Norge år 1314-1344.

### Svenska interna problem
På 1340-talet tvingade kungen förbättra sina förbindelser med adeln i riksdagen. I april 1346 sände han ursäkter runt om i landet, som förklarade att kungen var ledsen för de höga skatter som lades på dem under köpet av Skåne. Magnus skickade också en stor donation till Birgitta Birgersdotter för att bilda en klosterstiftelse i Vadstena.

## Frederna i Novgorod och Nöteborg

### Nöteborgsfreden
Nöteborgsfreden undertecknades efter de svensk-Novgorodska krigen (12 augusti 1323), fördraget undertecknades i Nöteborg det var den första uppgörelsen mellan Sverige och Novgorodrepubliken som reglerade deras gräns mestadels i det område som också är känt som Finland idag. Syftet var "permanent fred" mellan Sverige och Novgorod, som inte varade särskilt länge.
freden förhandlades fram med hjälp av hanseatiska köpmän för att avsluta de svensk-Novgorodska krigen. Som ett tecken på välvilja avstod Novgorod tre karelska socknar till Sverige; Sverige skulle i sin tur hålla sig utanför varje konflikt mellan Novgorod och danska hertigdömet Estland. Båda sidor skulle också lova att avstå från att bygga slott vid den nya gränsen. 
Freden definierade gränsen som att den börjar öster och norr om Viborgs slott, löper längs floderna systerbäck och Volchya, delar den karelska näset på mitten, går över Savolax och enligt traditionella tolkningar slutar den i Bottenviken nära Pyhäjokiälven. Men formuleringen "havet i norr" kan också betyda norra Ishavet.
Endast den södra delen av gränsen, nära Viborg, ansågs egentligen viktig och tydligt definierad i fördraget. Gränser i vildmarken definierades mycket grovt och ansågs förmodligen vara mindre viktiga än linjen över Karelska näset. Det har också föreslagits att freden ursprungligen skulle ha gett både Sverige och Novgorod gemensamma rättigheter till norra Österbotten och Lappland.
Redan 1328 uppmuntrade Sverige nybyggare att ta över den norra kusten av Bottenviken, som i fördraget definierades som Novgorods besittning.

### Novgorodfreden
Novgorodfreden undertecknades den 3 juni 1326 i Novgorod och markerade slutet på decennier av de norsk-novgorodska gränsdrabbningarna i den yttersta norra delen av Finnmark. Villkoren var ett vapenstillestånd i 10 år.
Freden avgränsade inte gränsen utan fastställde snarare vilken del av det samiska folket som skulle hylla Norge och vilken till Novgorod, vilket skapade en slags buffertzon mellan länderna.

## Korstågen
De två katolskt ledda korstågen leddes mot Novgorod. Som ett försök mot att göra landet katolskt istället för ortodoxt samt ett försök på expandera mer österut och för att få kontroll över Neva som var en viktig flod på den tiden.

### Det första korståget i Novgorod
Våren 1348 skickade Magnus Eriksson bud till adelsmännen i republiken Novgorod och uppmanade dem att ansluta sig till den katolska läran, om de inte gjorde det skulle en stor armé invadera Novgorod och tvinga dem att anta katolicismen. Svaret var att om Magnus Eriksson ville diskutera trosfrågor måste han resa till Konstantinopel, där Novgorods ortodoxa lära kom ifrån.
När den svenske kungen fick brevet stod hans invasionsflotta redan klar vid Novgorod-gränsen. Den 24 juni belägrades Nöteborg och bönderna i området tvångsdöptes. De som vägrade halshöggs, eller knivhöggs till döds. Det förmögna ledarskiktet i Nöteborg klarade sig genom mutor och borgerligheten lät sig döpas och rakas. Den 6 augusti återvände kungen och de andra korsfararna hem, efter att ha lämnat en liten garnisonstyrka bakom murarna. Redan på senvintern 1349 belägrade och intog Novgorod den svagt försvarade staden. Utlänningarna dödades eller tillfångatogs och invånarnas skägg fick växa ut igen.

### Andra korståget
I Sverige hade digerdöden slagit till med full kraft. Man förstod att Gud var missnöjd med något. Kungen beordrade allmogen att dyka upp barfota i kyrkorna varje fredag med en slant för att kyrkan skulle finansiera ännu en invasion av Novgorod. Genom förhandlingar och hot försökte kung Magnus få Hansan att gå med på en bojkott av Novgorod i utbyte mot ökad privilegierad handel med Visby och Livland. Sedan (år 1350) gav han sig av igen med den svenska armen, ledd av bland andra riddarna Israel Birgersson, Lars Karlsson, Magnus Gislesson, krigsmännen Bengt Algotsson och Sune Håkansson, österut och återerövrade Nöteborg. Liksom tidigare lät han tvångsdöpa invånarna och lämnade efter sig en trupp soldater. Staden återerövrades kort därefter och soldaterna dödades. Kungen själv och militärledningen flydde tillbaka till Sverige.

## Expansionen runt Bottenhavet
År 1350 expanderades Sverige runt om Bottenhavet för att förenas med sin andra rikshalva Finland.

## Expedition till Grönland
1354 sände Magnus en expedition till Grönland under ledning av Pål Knutsson som ägde stora delar av gården Tveit på Tysnes. Följet fick i uppdrag att ta reda på vad som hade hänt med de evakuerade nordiska kolonierna i östra och västra Grönland. Man befarade att invånarna hade fallit i hedendom. Ett brev från Gerard Mercator till John Dee 1577 ger utdrag ur ett förlorat verk av Jacobus Cnoyen (James Knox), som beskrev en expedition som hade rest bortom Grönland och återvänt med åtta män 1364. Cnoyen skrev en redogörelse för expeditionen i ett förlorat arbete som heter Inventio Fortunate, där han hävdade att kompassnålen svänger norrut eftersom det finns en svart magnetisk stenö vid nordpolen.

## Upplösning

### Håkan Magnusson
År 1343 blev Håkan Magnusson vald som kung över Norge vid tre års ålder. Magnus Eriksson skulle behålla sitt styre över Norge till 1355, när Håkan Magnusson skulle bli myndig, vilket innebar slutet på personalunionen.

### Erik Magnusson
1355 skulle Erik Magnusson, Magnus Erikssons äldste son, få den svenska tronen, men det uppstod en del komplikationer med detta.

### Uppror
1358 fick Magnus Eriksson låna av de pengar som insamlades i Sverige för påvliga tronens räkning, och när han då inte kunde återbetala detta på utsatt tid, hotades han med bannlysning. Missnöjet med kungens politik ledde till det uppror som 1356 startades av Magnus Erikssons äldsta son Erik, tillsammans med flera av rikets stormän.

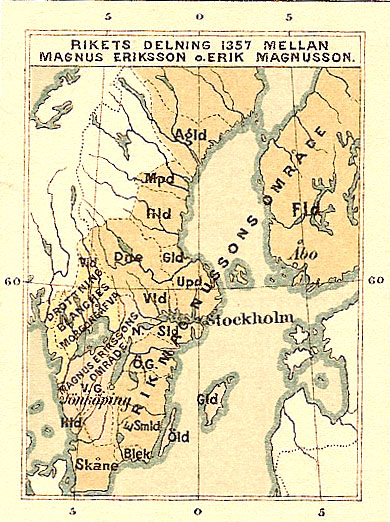
Delning av Sverige mellan Magnus Eriksson och Erik Magnusson år 1357

Efter ett möte i Jönköping 1357 mellan Magnus Eriksson och Erik Magnusson beslöt de att dela riket mellan far och son. Erik utnämndes till kung av Skåne, Östergötaland, Finland och delar av Småland.
Efter ytterligare ett beslut utsågs Erik till kung av fler landområden: Södermanland, Västmanland, Dalarna och större delar av Uppland och Stockholms slott.
Oenigheten emellan dem bröt snart ut igen, och Magnus Eriksson vände sig då till kung Valdemar i Danmark med begäran om hjälp och slöt 1359 fördrag med honom. Under tiden så dog kung Erik och hans hustru Beatrix ganska plötsligt troligen genom svartadöden i juni 1359 (modern Blanka anklagades för mordet), och Magnus Eriksson blev därigenom ensam härskare över hela Sverige.

### Konung Valdemars anfall
Den tilltänkta alliansen omintetgjordes år 1360, då kung Valdemar med ett plötsligt anfall återtog de skånska länderna. Han fortsatte sitt framgångsrika fälttåg 1361 mot Gotland, som till skillnad från Skåne aldrig hade tillhört Danmark. Detta ledde till bildandet av en stor attackkoalition mot kung Valdemar. Detta omfattade flera hansestäder, samt Sverige och Norge. Hansan reagerade starkt mot kung Valdemars maktuppgång, då de var måna att det skulle råda maktbalans i Norden och lag, ordning och fasta privilegier kunde upprätthållas på Skånemarknaden, den internationella mässan som hålls varje höst i Falsterbohalvön. Det förbudna förde krig i Skåne 1368–69 och belägrade bland annat de viktiga kungastäderna Helsingborg (Kärnan) och Lindholmen (vid Börringesjön i sydvästra Skåne). Magnus Eriksson hade avsatts från den svenska tronen 1364 och efterträddes av Albrekt av Mecklenburg, som personligen deltog i kriget. Han vistades under sommaren och hösten 1368 på Falsterbohus och använde då titeln "herre över Skåne". I november 1369 nådde de stridande parterna en överenskommelse, som kunde ratificeras genom fredsfördraget i Stralsund 1370. Danmark lojalt mot kungen hade lidit ett tydligt men knappast förödande militärt nederlag.

### Återförening
År 1362 valdes Håkan Magnusson till kung av Sverige efter att hans far kung Magnus kastades i fängelse. Senare skulle Magnus och Håkan bli medregenter.

### Andra upplösningen
Kriget som startade mot Valdemar ledde inte till något resultat och redan hösten 1362 inleddes fredsförhandlingar. På vintern förändrades situationen totalt eftersom Håkan, troligen i hopp om att därigenom återta Skåne, gifte sig med Valdemars dotter Margareta (april 1363). Därmed bröts den förlovning, som adelsmännen ingick på hans vägnar med Elisabet av Holstein. Samtidigt drevs också flera av de svenska stormännen i exil. Dessa vände sig sedan till hertig Albrekt den store av Mecklenburg och erbjöd den svenska kronan till hans son, Albrekt. I november 1363 anlände han med en armé till Stockholm, hyllad av dess medborgare och valdes till kung i februari 1364 vid Mora stenar. Magnus Eriksson och hans son kunde inte göra något effektivt motstånd, så redan i juli 1364 inte innehade inget mer än  Västergötland, Värmland och Dalsland av egentliga Sverige. Våren 1365 försökte de visserligen återta det förlorade, men besegrades i mars 1365 i slaget vid Gataskogen, nära Enköping, där Magnus Eriksson tillfångatogs.

### Magnus Erikssons sista år
Magnus Eriksson hölls fången på Stockholms slott till 1371. Magnus skulle få sin frihet 1371 genom att överlåta kronan till Albrekt. I utbyte fick han Skara stift som underhållslän. De sista åren tillbringade han med sin son Håkan i Norge, där han drunknade under en sjöresa.